# Nathavaram
Nathavaram là một mandal thuộc huyện Visakhapatnam district, bang Andhra Pradesh